# Cárcel de Ofer
La cárcel de Ofer (en hebreo: כלא עופר‎: כלא עופר, Kele Ofer), cuyo anterior nombre oficial era Centro de Encarcelamiento 385 (מתקן כליאה 385), es un centro de encarcelamiento israelí (מתקן כליאה mitkan kli'un, abbr.
Matak) ubicado en Cisjordania, entre Beitunia (Ramala) y Giv'en Ze'ev. Es una de las tres instalaciones de este tipo a disposición de Israel, junto con el de Megiddo y el de Ktzi'ot.
El Servicio de Prisiones de Israel administra tanto la cárcel de Ofer como las de Meggido y Ktzi'ot, encontrándose disponibles para ser usados por el ejército de Israel y por su policía militar.
Mientras permaneció bajo control del ejército tenía una capacidad de hasta 800 prisioneros, tanto los ya juzgados como los que se hallan bajo detención administrativa. En diciembre de 2008, contenía aproximadamente 1,100 prisioneros palestinos. En febrero de 2019 había 123 menores palestinos encarcelados en la cárcel de Ofer.

## Historia
El Campamento Ofer se fundó en diciembre de 1968 en el lugar donde se encontraba una antigua base del ejército jordano anterior a la Guerra de los Seis Días. Debe su nombre al teniente coronel Zvi Ofer, comandante de la Unidad de Reconocimiento Haruv, que había muerto en combate ese mismo año.
La cárcel se construyó en la base en 1988 en el contexto de la Primera Intifada. Después de los Acuerdos de Oslo y de las numerosas liberaciones de prisioneros de 1995, los presos de Ofer fueron trasladados a la cárcel de Megiddo y se decidió cerrar Ofer.
Se volvió a abrir el 29 de marzo de 2002 como parte de la Operación Escudo Defensivo. La finalización de los trabajos de construcción se programó para el 10 de agosto de 2002. Hasta 2008, los presos vivían y dormían en tiendas de campaña, pero un incendio obligó a construir las celdas donde están actualmente. 
El 3 de octubre de 2006, el control de la cárcel de Ofer fue traspasado al Servicio de Prisiones de Israel, convirtiéndose en el último de los centros de encarcelamiento para palestinos en ser administrado por el SPI (aunque dos centros de detención en Cisjordania siguen controlados por la policía militar).
Según Naftali Shmulevitz, subcomandante de la prisión a fecha de 2013, la visita de familiares se puede considerar un privilegio que puede ser revocado. El Servicio de Prisiones de Israel reconoce que los presos no pueden recurrir a la asistencia de sus abogados durante los interrogatorios.
El día de la Nakba (15 de mayo) de 2014, tuvieron lugar en los exteriores de la cárcel de Ofer los conocidos como "asesinatos de Beitunia". Dos jóvenes palestinos murieron por disparos de las fuerzas de seguridad israelíes en un momento en el que las protestas estaban ya terminando y los jóvenes no suponían ningún riesgo para la integridad física de quienes les dispararon.

## Violación de derechos humanos
Varias ONGs como Machsom Watch han denunciado en reiteradas ocasiones el encarcelamiento de menores en la cárcel de Ofer. Una delegación de parlamentarios británicos que visitaron las instalaciones denunciaron violaciones de derechos humanos:
Posiblemente más preocupantes fueron las observaciones realizadas por una delegación de legisladores británicos que también visitaron las instalaciones y advirtieron el uso en menores de esposas metálicas, lo que consideraron una violación del artículo 40 de la Convención de Derechos del Niño y de las Reglas Mínimas Estándar para el Tratamiento de Prisioneros de la ONU.
A fecha de 15 de abril de 2013, en Ofer había 120 menores de edad encarcelados, la mayoría por lanzamiento de piedras. Esta cifra apenas había variado seis años después; en febrero de 2019 la cifra de menores palestinos encarcelados en Ofer era de 123.

#### Muerte de Adnan Al-Bursh
Adnan Al-Bursh fue un cirujano ortopédico palestino y jefe de ortopedia en el centro médico más grande de la Franja de Gaza, el Hospital Al-Shifa. Murió en la prisión israelí de Ofer después de más de cuatro meses de detención. Las autoridades israelíes alegaron que se encontraba detenido por «razones de seguridad nacional».
El médico de cincuenta años fue arrestado por las fuerzas israelíes en diciembre de 2023 mientras trabajaba temporalmente en el hospital Al-Awda en el norte de Gaza. Las autoridades palestinas y los grupos de defensa de los prisioneros palestinos atribuyeron su muerte a torturas y malos tratos que sufrió mientras se encontraba bajo custodia de Israel, esos mismos grupos destacaron que su muerte fue parte del «proceso sistemático de ataques contra los médicos y el sistema de atención médica en Gaza». La Oficina del Alto Comisionado de las Naciones Unidas para los Derechos Humanos confirmó que su cuerpo presentaba signos de tortura.

## Personal
A fecha de 2006, el Servicio de Prisiones del Israel administraba la cárcel de Ofer, de la cual había tomado control ese mismo año. El personal incluye carceleros, agentes, un contingente de las unidades especiales del SPI -la Unidad de Respuesta Rápida (Keter)- e interrogadores del Shin Bet.[cita requerida]
Antes del SPI, la prisión era dirigida por el cuerpo de Policía Militar del ejército israelí. El personal incluía soldados que hubiesen completado el curso para carceleros de palestinos detenidos (en hebreo, מטפלי עצורי השטחים, Metaplei Atzurei HaShtahim), incluida la Compañía de Tareas Especiales (abreviado como Palmam). Toda la cárcel se consideraba una unidad a nivel de batallón comandado por un teniente coronel.

### Comandantes
A fecha de abril de 2013, el oficial al mando en la cárcel de Ofer es el comandante Shalom Yaakov.